# El Cobre, Guanajuato
El Cobre är en ort i Mexiko.   Den ligger i kommunen Pénjamo och delstaten Guanajuato, i den centrala delen av landet, 300 km väster om huvudstaden Mexico City. El Cobre ligger 1 904 meter över havet och antalet invånare är 252.
Terrängen runt El Cobre är kuperad norrut, men söderut är den platt. Terrängen runt El Cobre sluttar söderut. Runt El Cobre är det ganska tätbefolkat, med 104 invånare per kvadratkilometer. Närmaste större samhälle är Pénjamo, 9,9 km öster om El Cobre. I omgivningarna runt El Cobre växer huvudsakligen savannskog.